# Il mio nome è Nessuno
Il mio nome è Nessuno (bra: Meu Nome É Ninguém; prt: O Meu Nome É Ninguém) é filme italiano de 1973, dos gêneros comédia e faroeste, dirigido por Tonino Valerii e, em algumas cenas, por Sergio Leone,, com roteiro de Leone, Fulvio Morsella e Ernesto Gastaldi.

## Sinopse
Jack Beauregard (Henry Fonda) é um famoso pistoleiro que está prestes a encerrar sua carreira como o Rei do Gatilho na região. Entretanto, o seu devoto fã, conhecido como Ninguém (Terence Hill), o colocará numa série de emboscadas com a finalidade de vê-lo em ação mais uma vez.

## Elenco
- Henry Fonda ... Jack Beauregard
- Terence Hill ... Nobody
- Jean Martin ... Sullivan
- R.G. Armstrong ... Honest John
- Karl Braun ... Jim
- Geoffrey Lewis ... líder dos Wild Bunch